# Aleurocerus colombiae
Aleurocerus colombiae es un hemíptero de la familia Aleyrodidae, con una subfamilia: Aleyrodinae. Fue descrita científicamente en 1966 por Russell.